# Palomar Sky-Atlas
Palomar Sky-Atlas, en fotografisk atlas över norra stjärnhimlen och en del av den södra, upptagen i de två färgerna rött och blått med hjälp av Schmidtteleskopet på Palomarobservatoriet i södra Kalifornien. Verket upptar stjärnor ned till 19-20 magnituden och omfattar 1 872 fotografiska kopior.